# فانیاس
فانیاس یا فائنیاس (Phaenias) دانشمند یونانی قرن چهارم ق میلاد و اهل ارسوس در لسبوس بود. او مرید ارسطو و دوست تئوفراستوس بود.
فانیاس کتاب‌های زیادی در موضوعات مختلف نوشت که همه آن‌ها گم شده است. یکی از آن‌ها درباره گیاهان بود که بعضی قطعات آن در معبد آتنایوس نگه‌داری می‌شده است. ظاهراً او توجه زیادی به شکل گل‌ها داشته است.